# Öttömös
Öttömös là một thị trấn thuộc hạt Csongrád, Hungary. Thị trấn này có diện tích 30,91 km², dân số năm 2010 là 751 người, mật độ 24 người/km².